# Donde Quiera Que Estes
Donde Quiera Que Estes  é uma canção da cantora mexicano-americana de Tejano pop, Selena, do seu quinto álbum de estúdio, Amor Prohibido de 1994/2002. Escrito e produzido por K.C. Porter, a música foi lançada como o extra single do álbum.

## Posições
| Gráfico (1995)                              | Posição |
| ------------------------------------------- | ------- |
| US Billboard Hot Latin Tracks               | 1       |
| US Billboard Latin Regional Mexican Airplay | 1       |
| US Billboard Latin Pop Airplay              | 1       |